# Ananana
A AnAnAnA foi uma editora discográfica independente portuguesa, fundada por Paulo Somsen, Fred Somsen e Miguel Santos em 1990, sediada em Lisboa. A sua última edição, antes de encerrar, foi em 2004.
Em 1993 surgiu a primeira edição em disco com o objectivo principal de documentar a produção da nova música portuguesa fora dos géneros mainstream. As edições eram organizadas em três secções: 'AnAnAnA' (onde cabiam as edições em formato longo de artistas nacionais), NON (abreviatura de 'not only national'; abrangia obras de músicos estrangeiros e/ou em colaboração com artistas nacionais) e FICTA (edições com tempo inferior a 22 minutos). Ainda existia a secção Especial, que recolhia obras que tinham produção executiva da AnAnAnA.
Os géneros musicais editados são sobretudo avant-garde, experimental e improvisada.

## Edições discográficas[1][2][3][4][5]
| Ano  | Título                                  | Artista                                | Notas | Formato                                        | Catálogo      |
| ---- | --------------------------------------- | -------------------------------------- | --- | ---------------------------------------------- | ------------- |
| 1993 | Belzebu / Off Off                       | Telectu                                | Composição: Telectu / Capa: Paulo Somsen, Telectu / Engenheiro de som: Vitor Rua (faixas: 3 a 13) / Guitarra: Vitor Rua (faixas: 1, 2, 14) / Produção: Luis Carlos, Telectu, Tó Zé Ferreira (faixas: 3 a 14) / Sintetizador: Jorge Lima Barreto / Voz: João Perry (faixas: 3 a 13) | CD, compilação, edição limitada, remasterizada | AAA001CD      |
| 1993 | Musiques De Scène                       | Carlos "Zíngaro"                       | Música, capa: Carlos "Zíngaro" / Produção: Carlos "Zíngaro", Rui Eduardo Paes | CD, álbum                                      | BBB001        |
| 1994 | World, Freehold                         | Bernardo Devlin                        | Música, gravação, produção: Bernardo Devlin, Oliver Vogt / Letras, voz, teclados, percussão, mistura: Bernardo Devlin / Saxofones, clarinete baixo, claves: Oliver Vogt | CD, álbum                                      | CCC001CD      |
| 1994 | Sound Mind Sound Body                   | Rafael Toral                           | Composição, guitarra eléctrica, baixo, sampler, manipulação de fita, produção: Rafael Toral / Interpretação da gravação ao vivo (faixa 5): Sapo, Jorge Pinheiro, João Oliveira e Silva, Rafael Toral | CD, álbum                                      | DDD001        |
| 1995 | Scratch                                 | Vitor Rua & Os Ressoadores             | | CD, mini-álbum                                 | EEE001CD      |
| 1995 | Environmental Analysis Report           | Manuel M. Mota                         | Guitarra acústica, electrónica, microfone, capa: Manuel M. Mota / Masterização: Manuel M. Mota, Rafael Toral | CD, álbum                                      | FFF001CD      |
| 1995 | Jazz Off Multimedia                     | Telectu / Louis Sclavis / Jac Berrocal | Guitarra, cítara, manipulação de fita, electrónica, produção: Vitor Rua / Piano, sintetizador, percussão: Jorge Lima Barreto / Clarinetes, saxofone soprano - Louis Sclavis / Trompete: Jac Berrocal | CD, álbum                                      | NON001        |
| 1996 | Sábado 2 - Minimal Show                 | Nuno Rebelo                            | Guitarra eléctrica, baixo, percussões, samplers: Nuno Rebelo / Saxofone: Paulo Curado | CD, álbum                                      | GGG001CD      |
| 1997 | Load ""                                 | Gonçalo Falcão                         | Guitarras: Gonçalo Falcão / capa: Lupa | CD, mini-álbum                                 | FICTA001CD    |
| 1997 | Way Out - New Music From Portugal Vol.1 | Vários artistas                        | Faixas de: No Noise Reduction, Nuno Rebelo, Carlos Bechegas, Bernardo Devlin, Albrecht Loop, Emanuel Dias Pimenta, Luís Desirat, Vitriol, Genoveva Faísca, Rafael Toral, Carlos “Zíngaro”, João Paulo Feliciano, Manuel M. Mota/José Oliveira / Compilação: Rui Eduardo Paes / Masterização: Rafael Toral | CD, compilação                                 | HHH001        |
| 1997 | V                                       | Osso Exótico                           | Música e produção: André Maranha, David Maranha, Patrícia Machás | CD, álbum                                      | III001        |
| 1997 | Tales From Chaos                        | Free Field                             | Música e produção: Vitor Joaquim / Capa: Luís Valido, Vitor Joaquim | CD, álbum                                      | JJJ001        |
| 1997 | Albedo                                  | Bernardo Devlin                        | Música, voz, produção: Bernardo Devlin / Guitarras: Nuno Leão, Luis Filipe Afonso, Bernardo Devlin / Vibrafone: Pedro Alçada / Trombone: Fala Mariam / Trompete: Sei Miguel / Ocarina: Bernardo Devlin, Pedro Alçada / Violino: David Maranha / Bateria: Beatriz Serrão / Gravação: Bernardo Devlin, David Maranha, Pedro Alçada / Masterização: Emídio Buchinho, Paulo Medeira                                                                | CD, álbum                                      | KKK001        |
| 1997 | On Air                                  | No Noise Reduction                     | Música: João Paulo Feliciano, Rafael Toral | CD, álbum                                      | NNN001        |
| 1997 | Cenas De Uma Tarde De Verão             | Carlos "Zíngaro"                       | Música e arranjos: Carlos "Zíngaro" / Processamento, masterização: Emídio Buchinho / Montagem de alinhamento: Rui Eduardo Paes | CD, álbum                                      | TNDM II 001CD |
| 1998 | Nacht Und Träume                        | André Maranha                          | Música: André Maranha / Piano: Luísa Gonçalves / Saxofone barítono: Rodrigo Amado / Manipulação de fita: Luísa Gonçalves, André Maranha | CD, mini-álbum                                 | FICTA002CD    |
| 1998 | Ficta 003                               | zzzzzzzzzzzzzzzzzp!                    | Música e produção: José Moura Barbosa, Manuel A. Dias, Miguel Carvalhais, Miguel Sá, Bridgechild (faixa 2) / Pós-produção: Bridgechild | CD, mini-álbum                                 | FICTA003CD    |
| 1998 | Azul Esmeralda                          | Nuno Rebelo                            | Composição, gravação, mistura: Nuno Rebelo / Contrabaixo: Carlos Bica / Bateria: Marco Franco / Guitarra eléctrica, guitarra clássica, guitarra portuguesa transformada, baixo eléctrico, sampler, voz, berimbau, percussões, gravações de campo: Nuno Rebelo / Tuba, trombone: Greg Moore / Capa: Cathrin Loerke | CD, álbum                                      | LLL001        |
| 1998 | Soundcards From Chile                   | Ramuntcho Matta & Samon Takahashi      | | CD, álbum                                      | NON002        |
| 1999 | Stucker                                 | Discmen                                | Música: José António Moura / Masterização: Augusto Sampaio Sanches (aka Bridgechild) | CD, mini-álbum                                 | FICTA004      |
| 1999 | Way Out - New Music From Portugal Vol.2 | Vários artistas                        | Faixas de: David Maranha, Manuel M. Mota, Discmen, Electro Flan, Rodrigo Amado, Ernesto Rodrigues & Jorge Valente, Pedro Leal, Kubik, Osso Exótico, Rodrigo Pinheiro, Rodrigo Amado & Miguel Leiria Pereira, Américo Rodrigues, Emídio Buchinho, zzzzzzzzzzzzzzzzzp! / Compilação: Rui Eduardo Paes / Masterização: Emídio Buchinho, Paulo Medeira / Capa: Carlos Raimundo                                                                     | CD, compilação                                 | MMM001        |
| 1999 | Delito                                  | Anabela Duarte                         | Voz, sampler: Anabela Duarte / Voz, piano, sintetizador: Luísa Gonçalves / Voz (faixa 3): Rui Castro / Saxofones, percussão: Rodrigo Amado / Baixo (faixa 3): Rui Castro / Bateria (faixa 3): Alberto Garcia / Violino (faixa 11): Mário Resende | CD, álbum                                      | OOO001CD      |
| 1999 | Token                                   | Sei Miguel                             | Composição, arranjos, direcção, produção, trompete: Sei Miguel / Percussão: Monsieur Trinité , Menina do Tambor, César Burago, João Parrinha, Luis San Payo / Saxofone barítono: Rodrigo Amado / Violoncelo: Rute Praça / Baixo eléctrico: Pedro Chuva Bretes / Voz: Bernardo Devlin, Mimi / Theremin, electrónica: Rafael Toral / Trombone: Fala Mariam / Bateria electrónica: Luís Desirat / Guitarra eléctrica: Rui Fingers, Manuel M. Mota | 2xCD, álbum                                    | PPP001        |
| 1999 | Toltech                                 | Emídio Buchinho                        | Guitarra, electrónicas, produção: Emídio Buchinho / Mistura: Carlos "Zíngaro", Emídio Buchinho / Capa: Emídio Buchinho, Luís Valido | CD, álbum                                      | RRR001        |
| 2000 | Kromleqs                                | Kromleqs                               | Guitarra eléctrica, Abu Brainwave Stimulator, santur, clarinete, caixa de ritmos, voz, gravador de fita magnética, nelotronics, tamtam, darbouka: Carlos Andrade / Teclado, Nelotronics, violino, voz, caixa de ritmos, bul-bul futang: Paulo Sérgio / Baixo, guitarra eléctrica, voz: Filipe Leote / Produção: Vítor Rua | CD, álbum                                      | QQQ001CD      |
| 2000 | Músicas Fictícias                       | Tózé Ferreira                          | Música: António "Tózé" Ferreira / Capa: Gonçalo Falcão | CD, digital                                    | SSS001        |
| 2000 | Mobilia                                 | Mola Dudle                             | Voz, banjo eléctrico “Latacantante”, bateria, flauta, guitarra eléctrica, teclados, bandolim transformado, gravações de campo, programações, percussão, objectos, design: Miguel Feraso Cabral / Voz, guitarra, teclados, gravações de campo, programações, sampler, objectos: Nanu / Contrabaixo (faixa 10): Miguel Leiria Pereira / Composição, gravação, produção: Miguel Feraso Cabral, Nanu                                               | CD, álbum                                      | XXX001        |
| 2001 | Fb56 / Urbanlab                         | zzzzzzzzzzzzzzzzzp!                    | Música: Miguel Carvalhais, Miguel Sá / Masterização: Ari de Carvalho, Rui Viana | CD                                             | FB 56         |
| 2003 | O Futuro Só Se Diz Em Particular        | Mola Dudle                             | Voz, guitarra, samples, teclados, flauta, harmónica, percussão: Nanu / Contrabaixo: Miguel Leiria Pereira / Voz: Manuela Azevedo, João Lobo, Miguel Feraso Cabral / Programações, teclados: Armando Teixeira / Bateria: Marco Franco, Miguel Feraso Cabral / Acordeão: Rini Luyks / Vibrafone: Beatriz Serrão / Guitarra: Fernando Guiomar / Percussão: Paulo Pereira, Ruca Rebordão                                                           | CD, álbum                                      | MOLA001       |
| 2004 | Beat Generation                         | Loop:Agents                            | Faixas de: Ivan Iran, Just Yves, Melo D, Sam The Kid, D-Mars, Sagas, Ridículo, Fuse / Compilação: Buddah, D-Mars / Mistura: D-Mars, Armando Teixeira (faixa 12) / Masterização: Joe "Dynamite" Fossard / Capa: Chris "Super Monkey Fighter" Hawkes | CD, compilação                                 | POOLCD014     |

## Ligações Externas
- Sítio oficial da AnAnAnA
- AnAnAnA Bandcamp
- AnAnAnA em Discogs database
- AnAnAnA na materiaprima.pt